# Mathieu Gorgelin
Mathieu Gorgelin (sinh ngày 5 tháng 8 năm 1990) là một cầu thủ bóng đá người Pháp thi đấu ở vị trí thủ môn cho câu lạc bộ Ligue 2 Le Havre.

## Sự nghiệp câu lạc bộ
Sinh ra ở Ambérieu-en-Bugey, Gorgelin trưởng thành từ học viện Lyon. Anh thi đấu lần đầu tiên cho đội bóng vào năm 2010. Trong mùa giải 2011–12, anh được Red Star mượn. Anh có màn ra mắt ở Ligue 1 vào ngày 2 tháng 11 năm 2013, với chiến thắng 2–0 trên sân nhà trước EA Guingamp, khi vào sân sau 32 phút thay cho thủ môn bị chấn thương Anthony Lopes, và giữ sạch lưới trong trận ra mắt cho câu lạc bộ.
Vào ngày 28 tháng 6 năm 2019, Le Havre AC thông báo rằng đã ký hợp đồng với Gorgelin trong ba năm.

## Sự nghiệp quốc tế
Gorgelin thi đấu cho Pháp ở cấp độ U-20 và U-21.